# Glorious Betsy

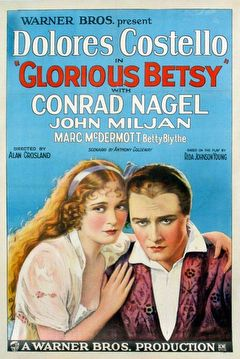

Glorious Betsy è un film del 1928 diretto da Alan Crosland: tratto dal lavoro teatrale Glorious Betsy di Rida Johnson Young che venne presentato a Broadway il 7 settembre 1908, dove fu interpretato da George W. Howard e Mary Mannering, si basa sulla storia vera del matrimonio tra Girolamo Bonaparte e Betsy Patterson, un'ereditiera americana, matrimonio che venne fatto annullare da Napoleone che voleva il fratello sposato alla principessa Württemberg. Mentre nella realtà Girolamo lasciò la moglie, restando poi in Europa, il film offre un happy end nel quale Girolamo ritorna da Betsy e dal figlio in America.
Il lavoro di Rida Johnson Young venne usato come base per un film del 1936 della First National diretto da Frank Borzage, Hearts Divided, che ebbe come protagonisti Marion Davies e Dick Powell.

## Trama
Girolamo Bonaparte, in visita a Baltimora, si fa passare per un insegnante di nome Jerome Laverne. Innamoratosi di Elizabeth "Betsy" Patterson, una ragazza della buona società, riesce a conquistarla. I due si sposano ma, in Europa, Napoleone si rivela contrariato da quell'unione, perché vuole che il fratello di sposi, per ragioni politiche, con una principessa tedesca. All'arrivo dei due sposi, rimanda indietro Betsy a Baltimora e fa annullare il matrimonio. Alla vigilia delle sue nuove nozze, Girolamo però riesce a fuggire, ritornando in America dalla moglie che ha appena dato alla luce il loro bambino.

## Produzione
Il film fu prodotto dalla Warner Bros. Venne girato muto con scene sonorizzate (musica ed effetti sonori) con il sistema Vitaphone.

## Distribuzione
La prima del film si tenne il 26 aprile 1928 al Warners Theatre di New York. Venne poi distribuito nelle sale statunitensi il 9 giugno.
Copia della pellicola viene conservata negli archivi della Library of Congress.